# Nationalpark Khao Chamao – Khao Wong
Der Nationalpark Khao Chamao – Khao Wong (Thai: อุทยานแห่งชาติเขาชะเมา-เขาวง) ist ein Nationalpark in Ostthailand. Der Park ist benannt nach zwei Erhebungen in den Provinzen Rayong und Chanthaburi.

## Lage
Der Khao-Chamao-Khao-Wong-Nationalpark liegt etwa 70 Kilometer östlich der Stadt Rayong oder westlich von Chanthaburi und umfasst ein Gebiet von ca. 84 km², das sowohl in der Provinz (Changwat) Rayong als auch in der Provinz Chanthaburi liegt. Er stellt eine wichtige Wasserscheide dar, insbesondere für die Landwirtschaft dieser Region.

## Klima
Das Klima ist tropisch-monsunal mit etwa 3000 mm Jahresniederschlag. Zwischen Mai und Oktober kann es zu starken Regenfällen kommen, zwischen November und Februar herrschen angenehm kühle Temperaturen und im März und April ist es sommerlich warm. Die Durchschnittstemperaturen liegen bei 26 bis 27 °C.

## Flora und Fauna

### Pflanzenarten
Tropischer immergrüner Regenwald prägt den Nationalpark bis zu einer Höhenlage von etwa 1000 Metern. 

### Tierarten
An Tieren sind hier u. a. zu sehen: der Asiatische Elefant, eine Wildschwein-Art, Hirsch-Arten,
Arten aus den Gattungen Gibbons, Languren, Nashornvögel, der Doppelhornvogel, sowie weitere mehr als weitere 50 Vogelarten.

## Sehenswertes
- Khao Chamao-Wasserfall – ein acht-stufiger Wasserfall, der leicht zu besteigen ist, und an dessen Fuß eine Karpfenart lebt
- Khao Wong-Höhlen – ein Netz aus etwa 80 kleineren und größeren Tropfstein-Höhlen, die während der Regenzeit (üblicherweise zwischen Mai und Oktober) nicht zugänglich sind.